# Bắc Sơn, Sóc Sơn
Bắc Sơn là một xã thuộc huyện Sóc Sơn, thành phố Hà Nội, Việt Nam.
Xã Bắc Sơn nằm ở cực bắc huyện Sóc Sơn và đồng thời là xã cực bắc của thành phố Hà Nội, có địa giới hành chính:
- Phía đông và phía bắc giáp tỉnh Thái Nguyên
- Phía tây giáp các tỉnh Vĩnh Phúc và Thái Nguyên
- Phía nam giáp các xã Hồng Kỳ, Nam Sơn và Minh Trí

Xã Bắc Sơn có diện tích 30,06 km², dân số năm 1999 là 12.964 người, mật độ dân số đạt 431 người/km².